# Karawan Halabi Kablan
Karawan Halabi Kablan (hebräisch קרוון חלבי קבלן; * 18. Januar 1995) ist eine israelische Mittel- und Langstreckenläuferin.

## Sportliche Laufbahn
Erste internationale Erfahrungen sammelte Karawan Halabi Kablan im Jahr 2021, als sie bei den Balkan-Meisterschaften in Smederevo in 4:24,07 min den sechsten Platz im 1500-Meter-Lauf belegte. Im Jahr darauf gelangte sie bei den Balkan-Meisterschaften in Craiova mit 4:18,92 min auf dem vierten Platz und im Dezember wurde sie bei den Crosslauf-Europameisterschaften in Turin in 29:18 min 47. im Einzelbewerb. Bei den Crosslauf-Balkan-Meisterschaften 2024 in Campulung-Moldovenesc wurde sie nach 28:05 min Vierte und im Jahr darauf belegte sie bei den Balkan-Hallenmeisterschaften in Belgrad mit 9:16,13 min den vierten Platz im 3000-Meter-Lauf. Im April gelangte sie bei den Straßenlauf-Europameisterschaften in Löwen nach 33:52 min auf dem 58. Platz über 10 km.
2024 wurde Halabi Kablan israelische Meisterin im 5000-Meter-Lauf sowie im 10-km-Straßenlauf.

## Persönliche Bestleistungen
- 1000 Meter: 2:43,99 min, 15. Februar 2022 in Tel Aviv-Jaffa (israelischer Rekord)
- 1500 Meter: 4:16,46 min, 26. Juni 2024 in Tel Aviv
- 3000 Meter: 9:19,08 min, 12. Juli 2021 in Tel Aviv
  - 3000 Meter (Halle): 9:16,13 min, 15. Februar 2025 in Belgrad
- 5000 Meter: 16:21,86 min, 25. April 2024 in Tel Aviv
- 10.000 Meter: 33:45,87 min, 28. Mai 2022 in Pacé
- 10-km-Straßenlauf: 33:46 min, 12. Januar 2025 in Valencia
- 3000 m Hindernis: 9:55,76 min, 23. Juli 2022 in Beernem